# Project Power: Dự án siêu năng lực
Project Power là một bộ phim siêu anh hùng Mỹ năm 2020 do Henry Joost và Ariel Schulman đạo diễn, Eric Newman và Bryan Unkeless sản xuất, Mattson Tomlin viết kịch bản. Phim có sự tham gia của Jamie Foxx, Joseph Gordon-Levitt và Dominique Fishback, cùng với Colson Baker, Rodrigo Santoro, Amy Landecker và Allen Maldonado, và theo chân một tên buôn ma túy, một sĩ quan cảnh sát và một cựu quân nhân, những người hợp tác để ngăn chặn việc phân phối viên thuốc cung cấp cho người dùng siêu năng lực trong năm phút.
Bộ phim được phát hành vào ngày 14 tháng 8 năm 2020, bởi Netflix. Phim nhận được nhiều đánh giá trái chiều từ các nhà phê bình, những người khen ngợi màn trình diễn của dàn diễn viên, phân cảnh hành động và hình ảnh nhưng lại chỉ trích kịch bản phim chưa tận dụng hết tiền đề của nó.
Tại New Orleans trong tương lai gần, một nhà phân phối bí ẩn cung cấp miễn phí "Power" –một viên thuốc cấp siêu năng lực trong năm phút – cho một nhóm buôn bán ma túy, bao gồm cả Newt.
Sáu tuần sau, Robin, em họ tuổi teen của Newt, chính là một đại lý, gần như bị cướp bởi những khách hàng đang tìm kiếm Power. Cô được cứu bởi Sĩ quan NOPD Frank Shaver, một trong những người mua thường xuyên của cô. Art, một người đàn ông đang săn lùng nhà phân phối "Biggie", theo dõi Newt, người đã chết sau một cuộc vật lộn khi sử dụng quá liều Power. Frank đánh bại một vụ cướp ngân hàng bởi một tên trộm được tăng cường Sức mạnh, nhưng bị đình chỉ vì sử dụng Năng lực bản thân. Đội trưởng của anh ta tiết lộ rằng các nhân viên chính phủ đang gây áp lực buộc anh ta phải chấm dứt bất kỳ cuộc điều tra nào về Power, và đưa cho Frank một bức ảnh về người đàn ông mà họ nghi ngờ là nguồn gốc của ma túy: Art.
Sử dụng điện thoại của Newt để tìm và bắt cóc Robin, Art buộc cô đưa anh đến nhà an toàn của tập đoàn ma túy. Anh ta bị bắn khi đang loại bỏ một số người của băng đảng, và phát hiện ra rằng những người sử dụng Power trên khắp New Orleans đang bị theo dõi làm đối tượng thử nghiệm cho ma túy. Nghệ thuật gắn bó với Robin khi họ chữa trị vết thương cho anh ta, và tiết lộ rằng sau khi rời quân ngũ, anh ta được Teleios, một nhà thầu quốc phòng tư nhân, người đã thử nghiệm anh ta để tạo ra siêu năng lực. Con gái của ông, Tracy, được sinh ra sau các cuộc thí nghiệm, thể hiện sức mạnh mà không cần dùng thuốc, và bị Wallace, một đặc nhiệm Teleios, bắt cóc.
Art và Robin thấy Biggie đang tổ chức một buổi biểu diễn riêng về Project Power cho một người mua tiềm năng gần Superdome, nơi có nhiều nhóm người hâm mộ Saints đang đến xem một trò chơi tại nhà. Biggie tuyên bố rằng Power đại diện cho "sự tiến hóa tiếp theo của loài người", với sức mạnh của viên thuốc bắt nguồn từ khả năng của động vật, chẳng hạn như tắc kè hoa hoặc ếch sói. Art tra hỏi Biggie bằng súng và biết được một con tàu, Genesis, nhưng Frank can thiệp, theo dõi những người dùng khác đến cuộc biểu tình. Biggie sử dụng một liều Power, buộc Art, Robin và Frank phải chạy trốn khi Art giết Biggie trong một vụ nổ.
Frank bắt Art và thông báo cho đội trưởng của anh ta, nhưng Art giải thích rằng dịch bệnh Quyền lực ở New Orleans đang được thử nghiệm hàng loạt để ổn định loại thuốc và Tracy là nguồn sức mạnh của ma túy. Sau khi thuyết phục Frank rằng thuyền trưởng của anh ta đang thực sự nhận lệnh từ Teleios, Art đã cố tình để chính mình bị Teleios bắt và đưa lên tàu Genesis. Frank và Robin thâm nhập vào con tàu, và Art thuyết phục một người bảo vệ giải thoát cho anh ta. Frank và Art giết Wallace, trong khi Robin tìm thấy Tracy và đoàn tụ cô với cha mình.
Khi cả bốn cố gắng chạy trốn, Robin bị Tiến sĩ Gardner, người đứng đầu Project Power, bắt giữ, người yêu cầu Tracy đổi lấy mạng sống của Robin. Art đối mặt với Gardner, tiết lộ rằng Sức mạnh cho anh ta khả năng của một khẩu súng lục tôm, anh ta sử dụng để giết Gardner và người của cô ta và giải cứu Robin. Sử dụng sức mạnh của mình khiến Art phải trả giá bằng mạng sống của mình, nhưng Tracy đã hồi sinh anh ta bằng chính sức mạnh của mình, và tất cả đều thoát khỏi con tàu.
Frank dự định tiết lộ Project Power với báo chí, trong khi Art quyết định tiếp tục. Anh ta đưa cho Robin chiếc xe tải của mình và một túi đầy tiền để trang trải nhu cầu y tế của mẹ cô, bảo cô hãy sử dụng sự vĩ đại bên trong mình. Art và Tracy khởi hành, cuối cùng cũng được tự do.

## Diễn viên
- Jamie Foxx trong vai Nghệ thuật; một Thiếu tá trong Lực lượng Delta và là một trong những đối tượng thử nghiệm ban đầu của Power, anh ta sở hữu khả năng phóng ra luồng không khí siêu nóng, có định hướng thiêu rụi khi chạm vào. Joseph Gordon-Levitt trong vai Frank Shaver; một cảnh sát Sở cảnh sát New Orleans. Sức mạnh làm cứng da anh ta, giúp anh ta chống đạn hiệu quả.  Dominique Fishback trong vai Robin; một đại lý Power thông minh trên đường phố, người khao khát trở thành nghệ sĩ nhạc rap.  Colson Baker trong vai Newt; Anh họ của Robin và cũng là người buôn bán Power, người sở hữu khả năng tự thiêu.  Rodrigo Santoro trong vai Biggie; một trong những người sáng tạo ra Power, người sở hữu khả năng tăng nhanh về kích thước và sức mạnh.  Amy Landecker trong vai Người làm vườn  Allen Maldonado trong vai Landry  Kyanna Simone Simpson trong vai Tracy; Con gái của Art có khả năng chữa lành chất hữu cơ, sức mạnh của cô ấy được thừa hưởng từ cha mình và đến một cách tự nhiên.  Andrene Ward-Hammond trong vai Irene  Courtney B. Vance trong vai Thuyền trưởng Crane; Sĩ quan chỉ huy NOPD của Shaver.  Casey Neistat trong vai Moto  Jim Klock trong vai ông Luker  Luke Hawx trong vai Bouncer  Janet Nguyen vai Deli Girl  Rose Bianco trong vai Matriarch  Tait Fletcher trong vai Wallace; một nhân viên của Gardner, người sở hữu khả năng sức mạnh siêu phàm.  Yoshi Sudarso trong vai Knifebone; một tay sai của Gardner, người sở hữu khả năng biến xương của mình thành vũ khí.  Jane Chika Oranika trong vai Akeela; Bạn cùng lớp của Robin.

## Nhà sản xuất
Vào tháng 10 năm 2017, có thông báo rằng Netflix đã mua lại kịch bản đặc tả Power của Mattson Tomlin trong một cuộc chiến đấu thầu với một số hãng phim khác. Ariel Schulman và Henry Joost sẽ đạo diễn bộ phim, với Eric Newman và Bryan Unkeless sản xuất. Vào tháng 9 năm 2018, Jamie Foxx, Joseph Gordon-Levitt và Dominique Fishback đã tham gia vào dàn diễn viên của bộ phim chưa có tiêu đề. Vào tháng 10 năm 2018, Rodrigo Santoro, Amy Landecker, Allen Maldonado, Kyanna Simone Simpson, Andrene Ward-Hammond, Machine Gun Kelly và Casey Neistat đã tham gia vào dàn diễn viên của bộ phim. Vào tháng 11 năm 2018, Jim Klock đã tham gia vào dàn diễn viên của bộ phim. Vào tháng 12 năm 2018, Courtney B. Vance đã tham gia vào dàn diễn viên của bộ phim. Vào tháng 7 năm 2020, có thông báo rằng bộ phim sẽ chính thức mang tên Project Power.

### Quay Phim
Quá trình chụp ảnh chính bắt đầu vào ngày 8 tháng 10 năm 2018 và kết thúc vào ngày 22 tháng 12 năm 2018. Quá trình quay phim diễn ra tại New Orleans. Vào ngày 31 tháng 10 năm 2018, Joseph Gordon-Levitt đã bị thương trong quá trình quay phim khi đang đi xe đạp. Phim có tổng kinh phí sản xuất là 85,1 triệu đô la, với 80,4 triệu đô la được chi cho địa điểm ở Louisiana.

## Nhà phát hành
Project Power được Netflix phát hành vào ngày 14 tháng 8 năm 2020. Đây là bộ phim được xem nhiều nhất trên nền tảng này trong hai ngày cuối tuần đầu tiên, trước khi kết thúc ở vị trí thứ hai và thứ ba.

### Phản hồi tiêu cực
Trên chuyên trang tổng hợp phê bình Rotten Tomatoes, bộ phim đạt tỷ lệ phê duyệt 60% dựa trên 159 bài phê bình, với điểm đánh giá trung bình là 5,66 / 10. Sự đồng thuận của các nhà phê bình trên trang web cho biết: "Mặc dù nó lãng phí một số tiềm năng của tiền đề của nó, nhưng Project Power là một bộ phim kinh dị hành động hấp dẫn, vui nhộn - và có sự trở lại của ngôi sao từ Dominique Fishback." Metacritic đã chỉ định cho bộ phim số điểm trung bình có trọng số là 51/100, dựa trên 34 nhà phê bình, chỉ ra "các đánh giá hỗn hợp hoặc trung bình".
Viết cho The Hollywood Reporter, David Rooney nói rằng "điều làm cho Project Power trở nên thú vị là sự kết hợp nhuần nhuyễn của các thành phần quen thuộc trong một loại sữa chua thực tế có kết cấu mang đến cho nó hương vị tươi mới." Kate Erbland của IndieWire đã cho bộ phim là "C +" và nói rằng "Project Power phải vật lộn với rất nhiều vấn đề đạo đức gai góc (và không chỉ những vấn đề về 'quyền lực lớn lao, trách nhiệm cao cả') nhưng không bao giờ tham gia hoàn toàn với họ. Có rất nhiều những nét vẽ về tác động của cơn bão Katrina đối với cư dân New Orleans, và khám phá mỏng như tờ giấy về những tác động tội ác của một cảnh sát không chỉ sử dụng ma túy mà còn mua chuộc một kẻ buôn bán tuổi teen. "